# Старий Калкаш
Старий Калка́ш (рос. Старий Калкаш, башк. Иҫке Ҡалҡаш) — присілок у складі Стерлібашевського району Башкортостану, Росія. Адміністративний центр Старокалкашівської сільської ради.
Населення — 349 осіб (2010; 419 в 2002).
Національний склад:
- башкири — 97%

## Видатні уродженці
- Галімов Флюр Міншеріфович — башкирський письменник.